# František Mandys
František Mandys (6. července 1903 Sezemice – 30. června 1942 Praha, Kobyliská střelnice) byl účastník českého protinacistického odboje za druhé světové války, spolupracovník organizace Obrana národa a skupiny Tři králové, popravený nacisty.

## Život
František Mandys se narodil 6. července 1903 v Sezemicích (v okrese Pardubice) do katolické rodiny zemědělského dělníka Františka Mandyse a Emilie Mandysove rozené Nebeské. Živil se jako zámečník. S manželkou Anastazií Mandysovou rozenou Zvěřinovou měl devět dětí, z nichž většina zemřela již v kojeneckém věku. Přežily jen tři dcery, z nichž nejmladší Hana se narodila 19. května 1930. Rodina bydlela v jedné pronajaté sklepní místnosti na statku v Řepích čp. 126 ve velmi nuzných poměrech. Na Bílé hoře si František Mandys vybudoval zámečnickou dílnu.

### V odboj
V období protektorátu se zapojil do protinacistického odboje v rámci odbojové skupiny Obrana národa. Byl ve spojení s bělohorským klempířem Josefem Líkařem a jeho švagrem, rotmistrem Václavem Řehákem. Hned naproti Líkařovu domku měl František Mandys svou dílnu, kde skupina přechovávala zbraně (pušky). 

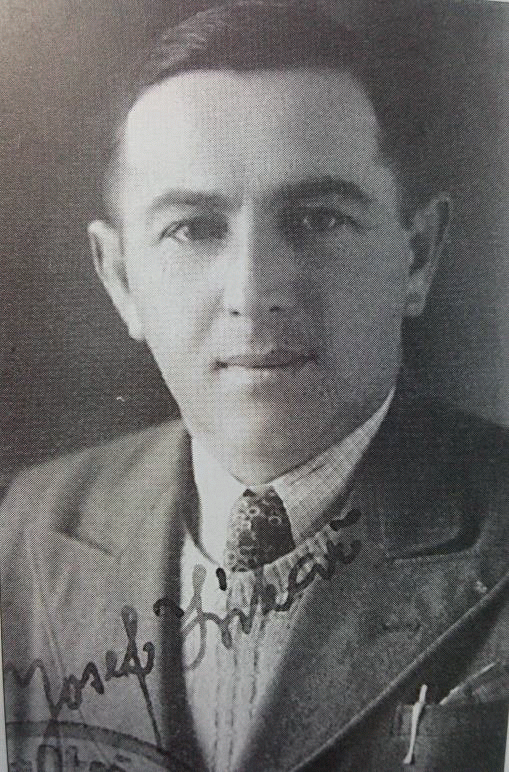
Josef Líkař
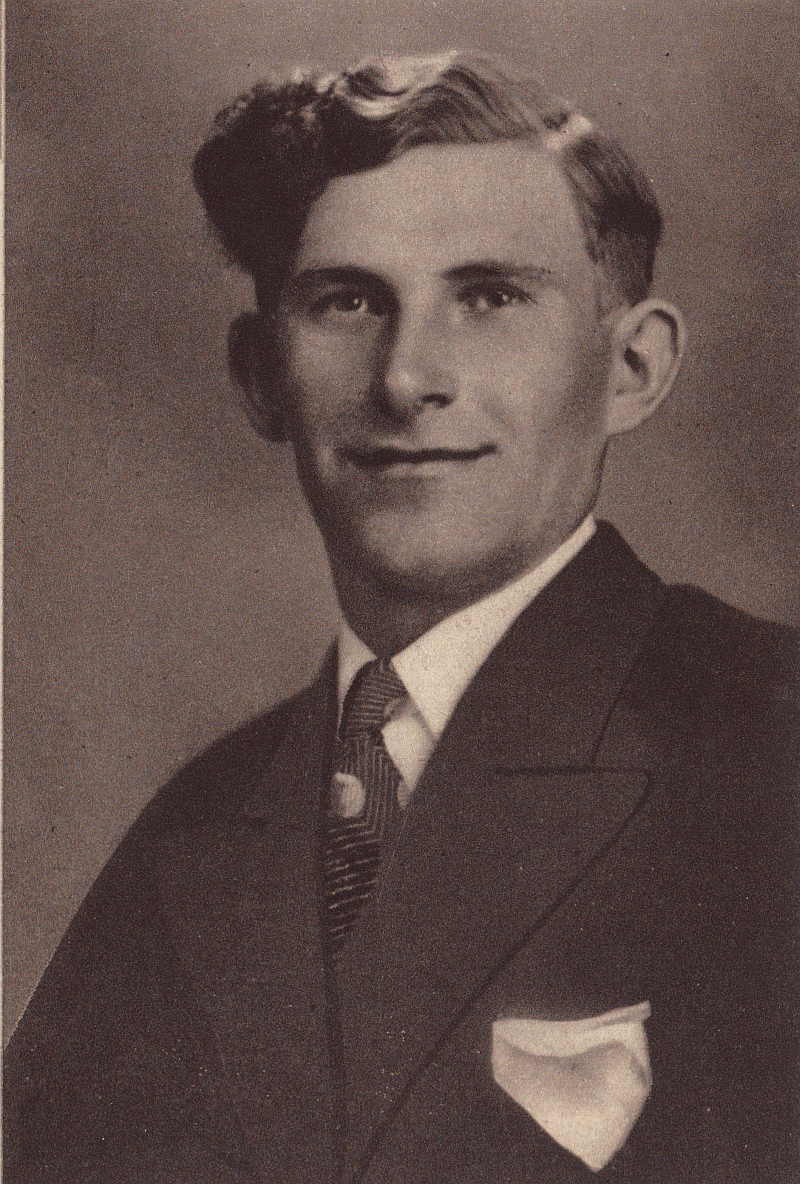
Václav Řehák

Skupina Líkař-Řehák-Mandys úzce spolupracovala s odbojovou skupinou Tři králové, kterou tvořili Josef Balabán, Josef Mašín a Václav Morávek. Líkařova klempířská dílna se stala první větší zbrojovkou domácího odboje a stala se jedním z největších úkrytů zbraní. Vyráběly se zde sabotážní nálože a výbušniny nazývané „pekelné stroje“. Dílně se přezdívalo "cukrářství“ či "cukrárna", ovšem kompoty a marmelády byly ve skutečnosti konzervami s výbušninami. Nálože připomínající brikety se obalovaly v mouru. Nejspíše zde byly vyrobeny i ty, které Ctibor Novák v září 1939 odvezl do Berlína (jedna explodovala před budovou policejního ředitelství na Alexanderplatz, druhá před budovou ministerstva letectví na Leipzigerstrasse) a ta, kterou odvezl průvodčí Jan Karel rovněž do Berlína (explodovala na Anhaltském nádraží). V zahradě u Líkařů a také zahradě u Talacků a ve Zličíně zakopávala skupina zbraně ukořistěné Němcům, nebo převezené z Ruzyňských kasáren. U Josefa Líkaře se rovněž rozmnožovaly ilegální letáky a časopisy, včetně časopisu V boj. Byla zde první ilegální vysílačka pro spojení s Londýnem a Francií.

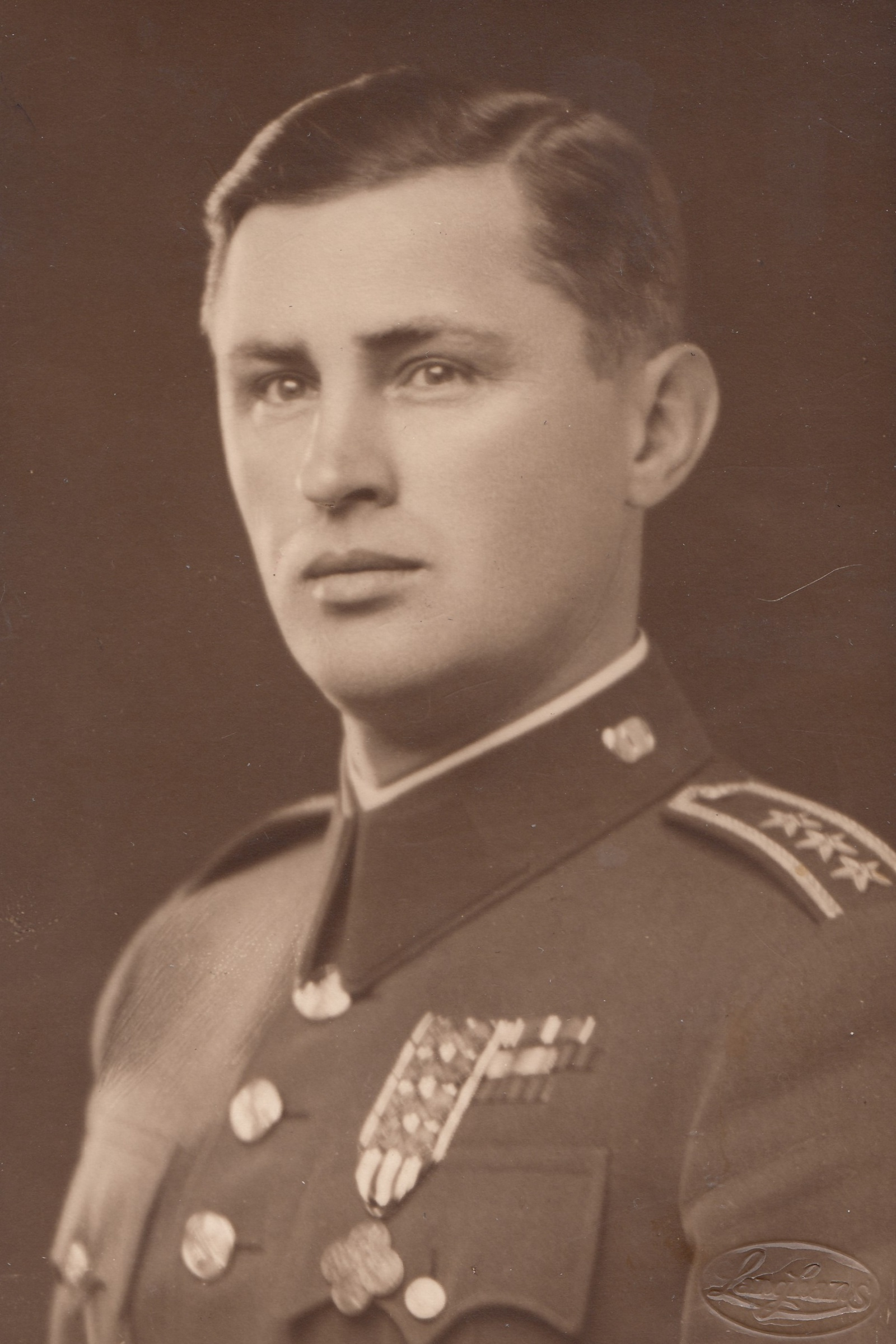
Josef Mašín, Tři králové
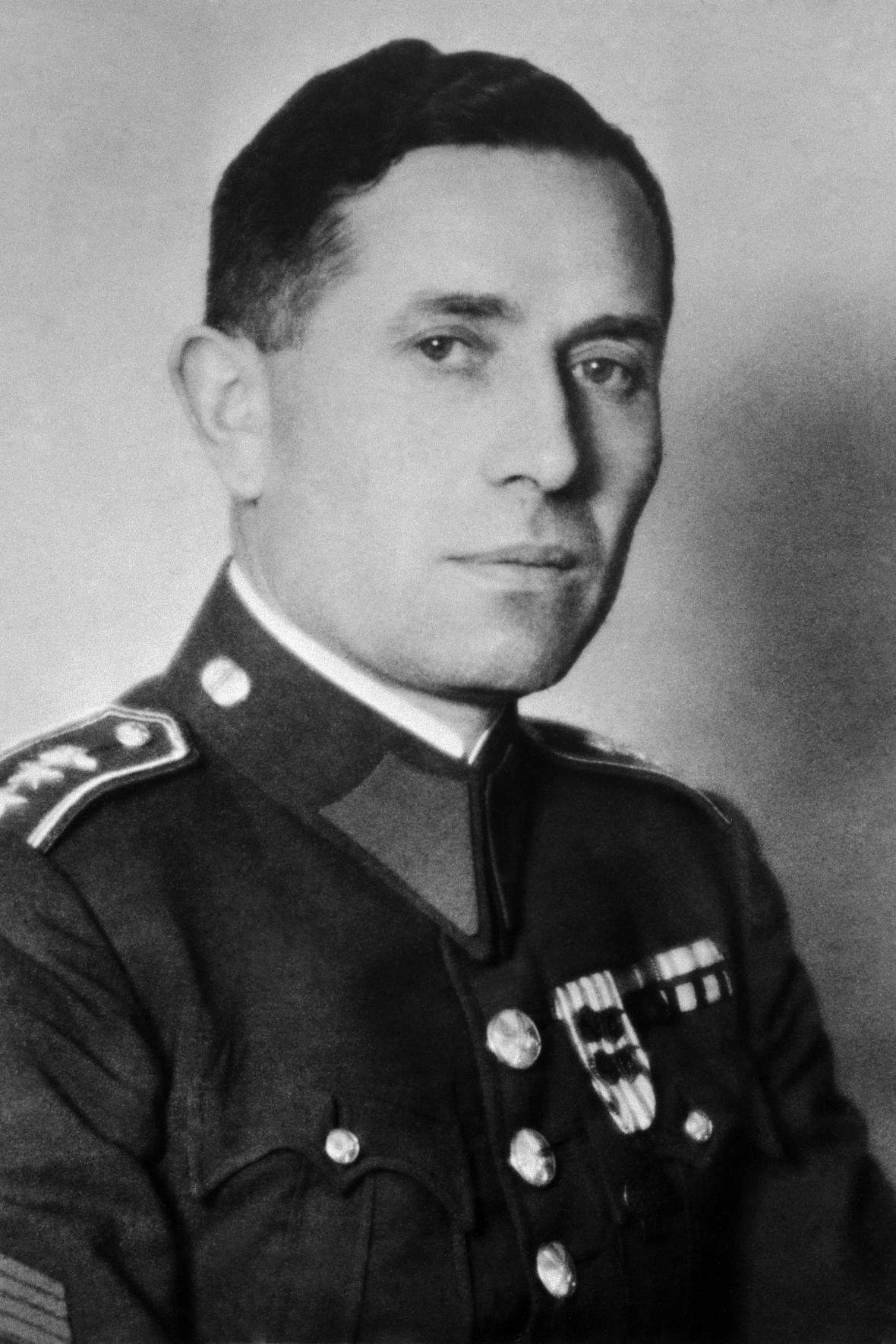
Josef Balabán, Tři Králové
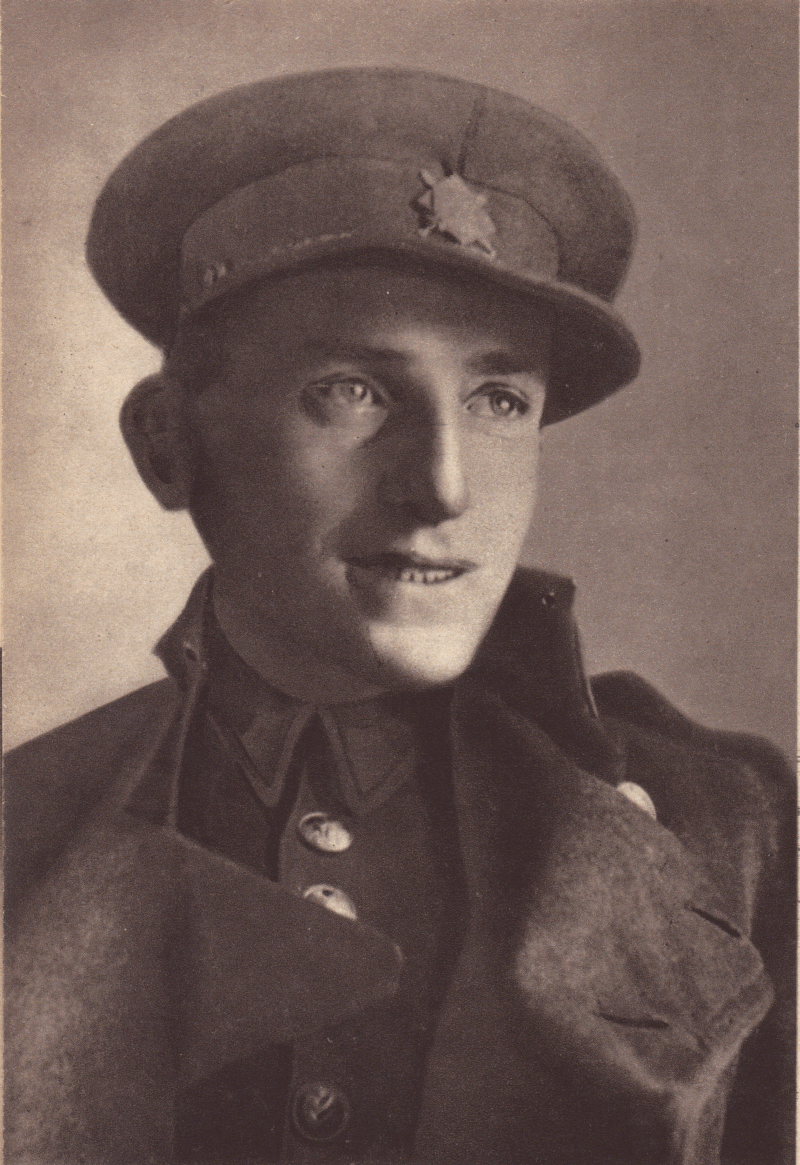
Václav Morávek, Tři králové

### Zatčení
Gestapo postupně rozkrývalo činnost Tří Králů a jejich spolupracovníků. Po zatčení Josefa Líkaře a Václava Řeháka si gestapo přišlo i pro Františka Mandyse. Zatčen byl ve své dílně 24. června 1942. Dne 30. června 1942 byl popraven na Kobyliské střelnici společně s Václavem Řehákem, Josefem Líkařem, podplukovníkem Josefem Mašínem a mnoha dalšími. Celkem bylo ten den popraveno zastřelením 70 osob.

## Dovětek
Manželka a dcery Františka Mandyse se dožily konce války. Rodina se však nedočkala ocenění ani odškodnění, o které žádala, za odbojovou činnost Františka Mandyse.

## Připomínky
- Josefa Líkaře, Václava Řeháka a Františka Mandyse připomíná památník odhalený na Bílé Hoře v květnu roku 2013.[7] Původně na něm však chybělo jméno Františka Mandyse, doplněno bylo až v roce 2022.[5] Památník se nachází v parčíku mezi kostelem Panny Marie Vítězné a konečnou stanicí tramvaje Bílá Hora. Na památníku jsou následující nápisy: (horní deska) "PADLÝM, UMUČENÝM A POPRAVENÝM VE II. SVĚTOVÉ VÁLCE 1939 - 1945. (spodní deska) ZAPOMENUTÝM HRDINŮM A OBĚTEM DOMÁCÍHO PROTIFAŠISTICKÉHO ODBOJE 2. SVĚTOVÉ VÁLKY / JOSEF LÍKAŘ / VÁCLAV ŘEHÁK / FRANTIŠEK MANDYS / POPRAVENÝCH NACISTY 30. 6. 1942 / SPOLUPRACOVNÍKŮ pplk. JOSEFA MAŠÍNA, pplk. JOSEFA BALABÁNA a kpt. VÁCLAVA MORÁVKA / VOJENSKÉ ODBOJOVÉ ORGANIZACE OBRANA NÁRODA. MČ PRAHA 17, 23. 6. 2022".[8]
- Jména všech tři odbojářů jsou též uvedena na pamětních deskách v pietním areálu Kobyliské střelnice v Praze 8 (číslo za jménem udává věk popraveného): "JOSEF LÍKAŘ 39, FRANTIŠEK MANDYS 38, VÁCLAV ŘEHÁK 31".[9]

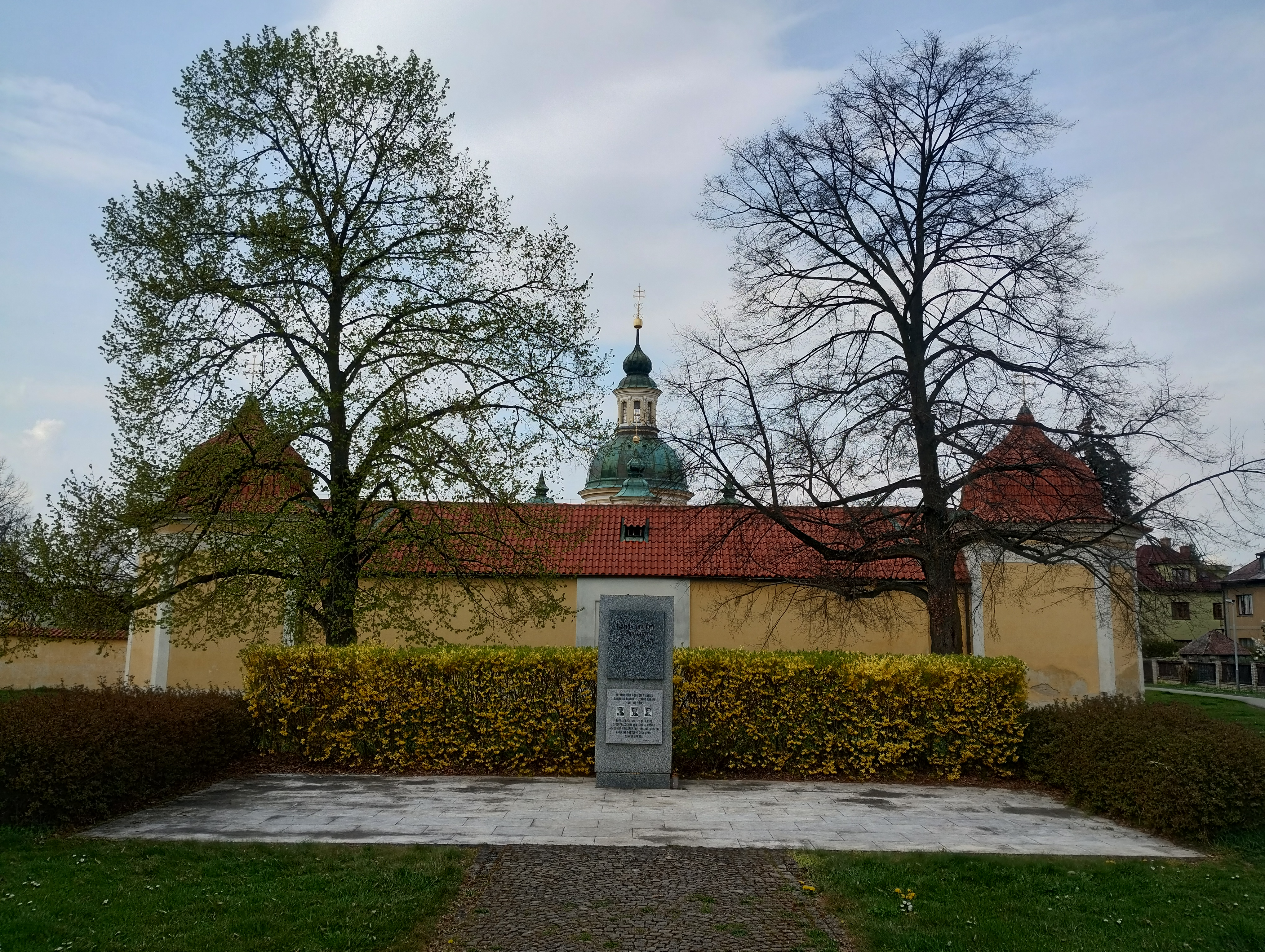
Památník na Bílé hoře u kostela Panny Marie Vítězné
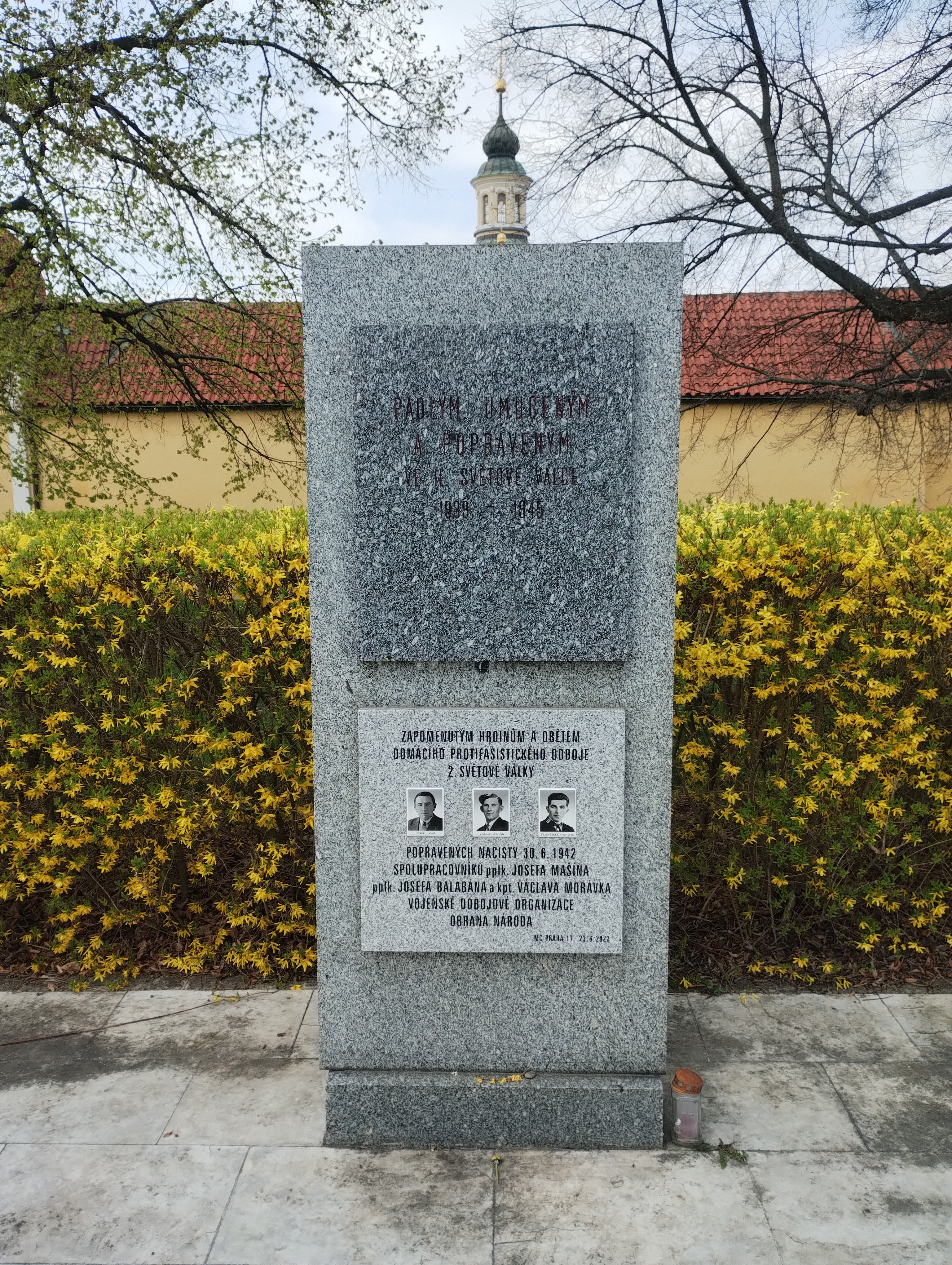
Památník na Bílé hoře
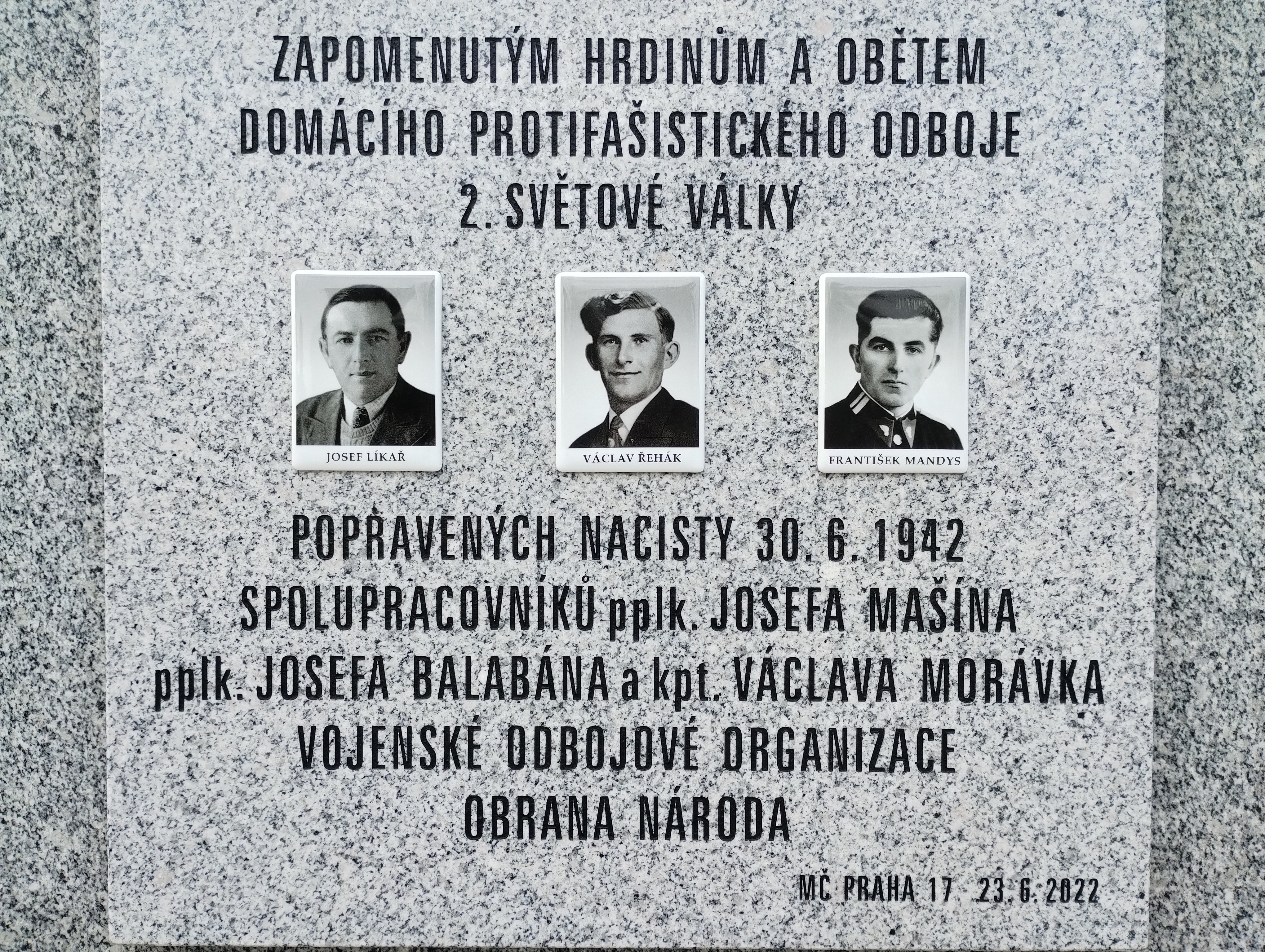
Detail spodní pamětní desky
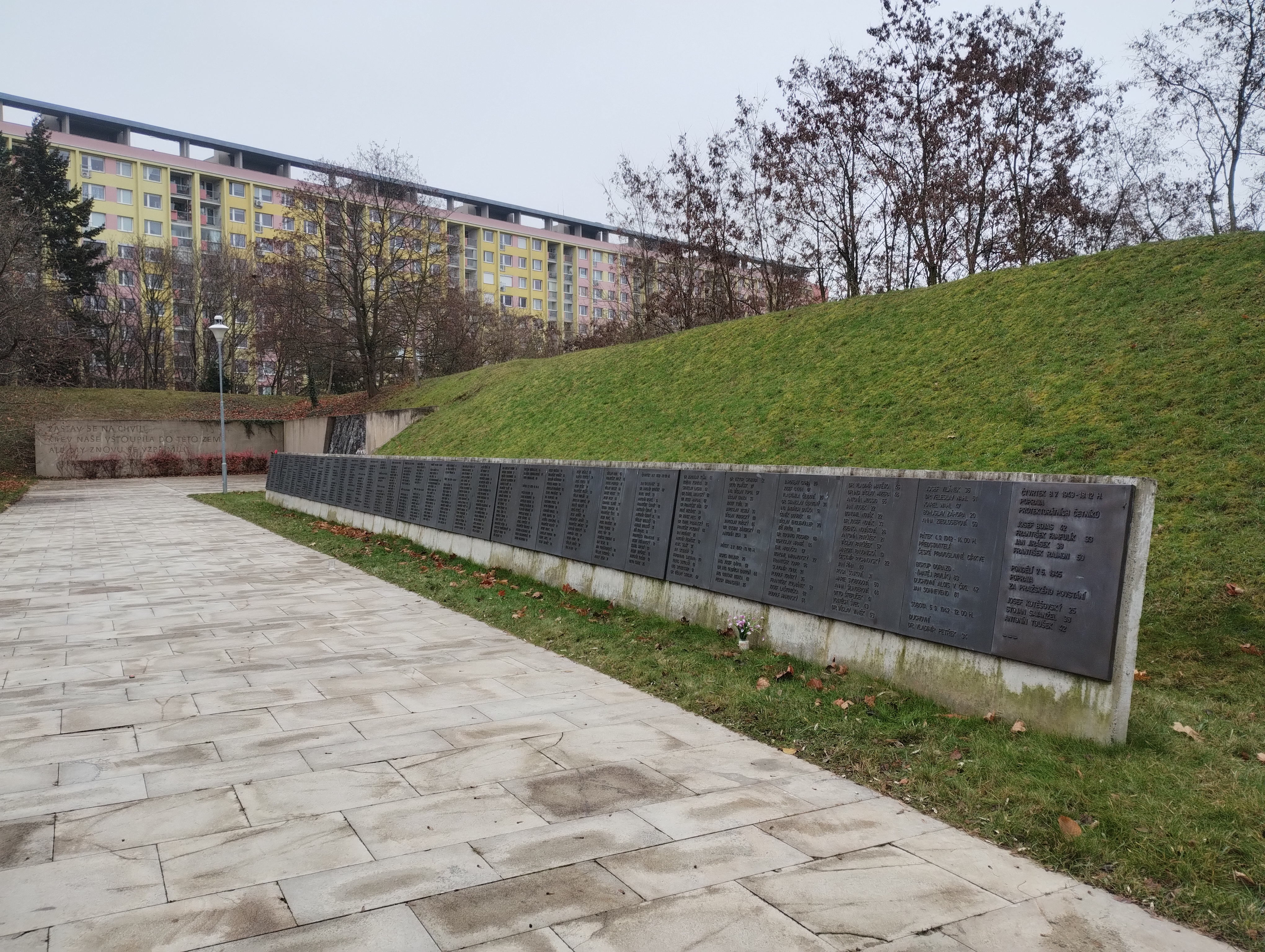
Pamětní desky na Kobyliské střelnici
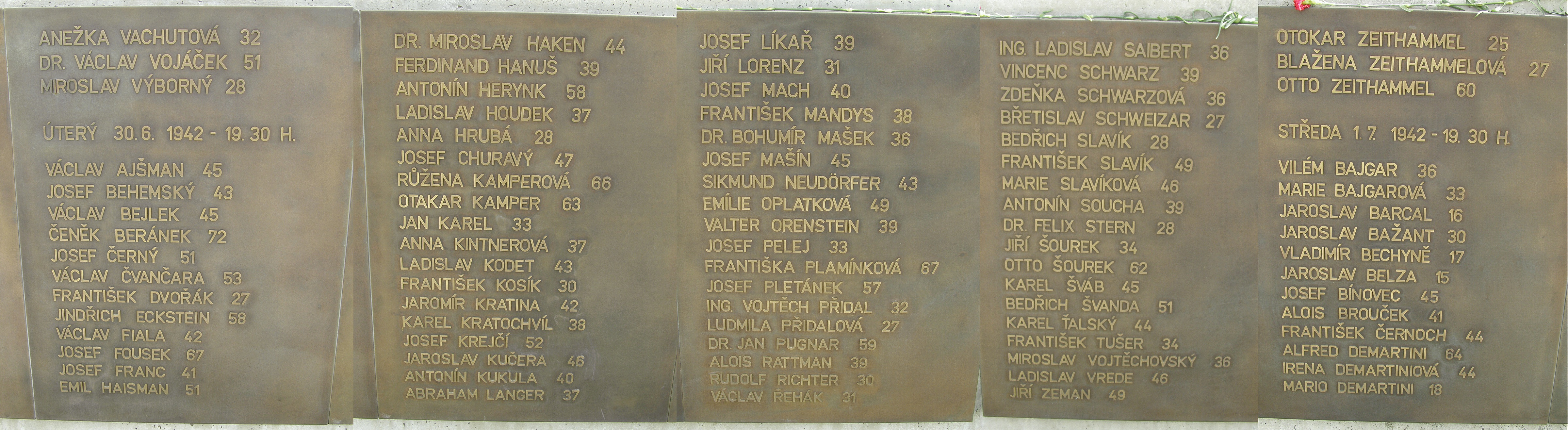
Pamětní desky se jmény popravených 30. června 1942 na Kobyliské střelnici v Praze